# Marigidiella brasiliensis
Marigidiella brasiliensis is een vlokreeftensoort uit de familie van de Bogidiellidae. De wetenschappelijke naam van de soort is voor het eerst geldig gepubliceerd in 1953 door Siewing.